# Angelo Sirio Pellegrini
Angelo Sirio Pellegrini (Livorno, 1908 – Livorno, 1997) è stato un pittore italiano.

## Biografia
Nei primi anni trenta è allievo di Beppe Guzzi alla Vetreria italiana di Livorno. È del 1936 la sua prima mostra personale a Bottega d'arte di Livorno, tempio dell'arte macchiaiola e post macchiaiola. L'anno successivo conosce il pittore fiorentino Ottone Rosai e diviene suo allievo fino al 1940.
Questa esperienza si riverbera nella sua pittura, soprattutto nella rappresentazioni paesaggistiche. Parallelamente, Pellegrini mostra delle convergenze con la pittura fauve, che enfatizza l'uso del colore nell'opera d'arte.
Nel 1948 è tra i firmatari del manifesto dell'Eaismo, insieme a Voltolino Fontani, Marcello Landi, Aldo Neri e Guido Favati.
Partecipa così alle mostre del gruppo che si tengono alla Casa di Dante a Firenze nel 1949, alla Casa della cultura di Livorno nel 1953 e alla Galleria Pascucci di Grosseto nel 1959.
A livello individuale è presente alla Mostra nazionale d'arte di Terni (1949), alla Biennale di arte sacra di Novara (1949), alla Mostra d'arte internazionale di Pisa (1950) e alla Mostra nazionale “Arte toscana” di Firenze (1952).
Partecipa inoltre alla Rassegna nazionale del Ritratto a Firenze, nel 1954 e nel 1955.
Alla fine degli anni cinquanta fonda con Voltolino Fontani, in uscita dalla Galleria Giraldi, e Marcello Landi, il gruppo artistico de “Gli Ultimi”, che riprende alcune delle tematiche e far rivivere talune atmosfere tipiche e proprie dell'Eaismo. Le esposizioni del gruppo avvengono a Bottega d'arte di Livorno.
Le attenzioni nei confronti della sua pittura aumentano, tanto che critici d'arte come Pier Carlo Santini, Dario Durbè e Raffaele De Grada, lo recensiscono. L'esito naturale di questo interesse è l'accettazione di Angelo Sirio Pellegrini alla IX Quadriennale Nazionale d'Arte di Roma del 1965.
Negli anni settanta la cifra matissiana della sua pittura acquisisce una maggiore impronta naif. È il periodo in cui dà vita al ciclo delle “Bagnanti”.
Negli anni successivi la sua presenza artistica si dirada, anche a causa del suo carattere schivo e riservato.